# Copenhaga (condado)
Nota linguística: Não confundir grevskab (condado) com amt (divisão administrativa)..
O amt de Copenhaga ou de Copenhague foi uma subdivisão administrativa da Dinamarca que reunia os municípios da região metropolitana da cidade de Copenhaga, com exceção da própria Copenhaga e de Frederiksberg.
Existiu entre 1970 e 2006, quando a Dinamarca substituiu a tradicional divisão administrativa do país em amter por um sistema de regiões.

## Municípios
O amt de Copenhaga tinha 18 municípios:
| - Albertslund - Ballerup - Brøndby - Dragør - Gentofte - Gladsaxe - Glostrup - Herlev - Hvidovre | - Høje-Taastrup - Ishøj - Ledøje-Smørum - Lyngby-Taarbæk - Rødovre - Søllerød - Tårnby - Vallensbæk - Værløse |